# Messerschmitt Me 262
Messerschmitt Me 262, prozvan Schwalbe (njemački: "lastavica") kao lovačka inačica, ili Sturmvogel, (njemački: "Olujna Ptica") u lovačko-bombarderskoj inačici bio je prvi svjetski vojni avion u upotrebi s mlaznim motorom.
Nakon rata je Čehoslovačka u pogonu koji je pri kraju njemačke okupacije pripreman za proizvodnju Me 262, proizvodila model Avia S-92, koji je bio identičan njemačkom izvorniku. Te su avione zračne snage Čehoslovačke koristile do 1957. godine.

## Razvoj
Iako ovaj avion spada u tzv. čudesna oružja Trećeg Reicha njegov je razvoj počeo još prije izbijanja Drugog svjetskog rata. Prvi su planovi, tada još pod kodnom oznakom P.1065, bili napravljeni u travnju 1939. godine. U to je početno vrijeme sudbina ovog aviona bila veoma upitna pošto je Heinkelov konkurentski projekt mlaznog borbenog aviona po imenu  Heinkel He 178 bio u završnoj fazi. Neuspjeh tog "suparničkog" aviona koji je poletio u kolovozu 1939. godine zbog nezadovoljavajuće aerodinamike dala je novu nadu budućem Me 262.  Niti odluka državnog vrhovništva u Berlinu o prestanku razvoja novih oružja iz 1940. godine nije omela inženjere Messerschmitta da nastave razvijati projekt. Kako projektirani BMW-ov mlazni motor nije bio spreman za ugradnju do travnja 1941. godine odlučeno je da se za probne letove i testiranje aerodinamike u nos aviona ugradi klipni motor s propelerom. Zbog nepouzdanosti mlaznih motora odlučeno je da se za prve probne letove zadrži klipni motor u nosu koji je trebao spasiti pilota i avion za slučaj otkaza mlaznih motora. Prvi probni letovi s ovakvom hibridnom kombinacijom pogona započeli su 18. srpnja 1942. godine.

## Problemi s proizvodnjom
Zbog problema s BMW-ovim mlaznim motorima 003, te zbog problema s alternativnim mlaznim motorima tvrtke Junkers tipa Jumo 004 cijeli projekt je jako kasnio. A mlazni motori su kasnili zbog neiskustva i nedovoljnih spoznaja o njihovom radu. Kad su konačno svi tehnički problemi bili prevladani pojavio se novi neočekivani problem: nestašica plemenitih metala potrebnih za izradu vitalnih dijelova motora. Naime, kako se rat bližio kraju tako je Treći Reich imao u svojoj strateškoj rezervi sve manje potrebnih plemenitih metala. Problem je riješen zamjenom plemenitih metala običnim metalima kojih je još uvijek bilo na raspolaganju u većim količinama. Posljedica ovakve surogat zamjene je bilo drastično smanjenje životnog vijeka motora, s 50 radnih sati, na samo 12 sati. Nakon isteka 12 sati rada, zbog sigurnosti pilota i aviona motori su morali biti zamijenjeni. Dodatno kašnjenje uvođenja aviona Me-262 u borbenu upotrebu prouzročio je Hitler svojom naredbom da to ne bude specijalizirani lovac-presretač već tzv. "Schnelbomber", lovac-bombarder. Za ovakvu, novu ulogu trebalo je reprojektirati i ojačati trup kako bi bio sposoban podnijeti teret dviju bombi po 250 ili čak 500 kg. Zbog navedenih problema i preinaka proizvodnja je jako kasnila za potrebama na bojištu te su prvi primjerci s ugrađenim mlaznim motorima Jumo-004 napustili tvorničke hale tek 1944. godine.

## Bitke
Počeci upotrebe aviona Me 262 u borbi dolaze tek u travnju 1944. godine ili točnije 5 godina nakon začetka cijelog projekta. Tada se osniva prva zračna jedinica koja u svom sastavu ima mlazne avione radi obuke budućih vojnih pilota. Do većeg okršaja između ovog čudesnog oružja i savezničkih "zaostalih" aviona dolazi u kolovozu 1944. kada biva uništeno 19 protivničkih aviona, ali i 6 Me 262. Taj odnos gubitaka od 1 naprema 3 će do kraja rata biti pogoršan pošto će saveznici uspješno prilagodili borbene taktike svojih klipnih aviona.
Taj podatak koliko god da izgleda loše je u tadašnjoj stvarnosti bio puno bolji pošto su se piloti ovog aviona morali uvijek boriti protiv nekoliko desetaka puta jačeg neprijatelja. Kao primjer toga nam može poslužiti bitka od 18. ožujka 1945. godina kada je njemačka mlazna eskadrila s 37 aviona Me 262 napala više od 1900 neprijateljskih aviona. Jednostavno u ovoj završnoj fazi rata njemačka industrija više nije bila u stanju proizvesti dovoljan broj ovih aviona kako bi se zavladalo nebom i spasila država od propasti.
Vrlo veliki problem u korištenju Me 262 bila je činjenica da su mlazni motori turbo mlazna motora Jumo 004 (avion je bio opremljen s dva takva motora) zahtijevali servisiranje prije i poslije svakog leta, a njihov je ukupni vijek trajanja bio samo 30 sati rada.

## Savezničke taktike
Nakon prvobitnog šoka pri susretu s avionom Me 262 koji za pogon nema propeler saveznici su počeli smišljati taktike za borbu protiv njega.
Glavna prednost aviona Me 262 je bila znatno veća brzina u horizontalnom letu. Maksimalna brzina Me 262 je bila 917 kilometara na sat, odnosno gotovo 200 km/h više od bilo kojeg protivničkog lovačkog aviona. Zbog toga su Amerikanci smislili dvije nove borbene taktike. U prvoj, "jeftinijoj", njihovi lovci koji su štitili borbardere pri letu iznad Trećeg Reicha su nastojali letjeti na što je moguće većoj visini iznad bombardera koje su štitili tako da mogu u obrušavanju pretvoriti svoju težinu u veću brzinu i tako se nekako brzinom izjednačiti s Me 262. S tom taktikom zahvaljujući pomoći gravitacije njihove avioni su uspjeli probiti svoju maksimalnu tvorničku brzinu u pokušajima sustizanja protivnika. Druga više tvornička taktika se sastojala u dodavanju posebnog spremnika za posebnu smjesu goriva koju bi pilot ubrizgao u motor kada bi ugledao Me 262. Rezultat te taktike je bio identičan pošto se sastojao od kratkoročnog ubrzavanja aviona iznad maksimalno moguće brzine.
Te obje zračne taktike su se na kraju upotrebljavale kao posljednje očajničko sredstvo kada bi glavni strateški ratni plan borbe protiv ovih aviona propao. Do njega je bilo došlo pošto su saveznici tijekom prvih mjeseci borbi primijetili "konstrukcijsku grešku" na Me 262 i odlučili je iskorištavati kada god je to moguće. Ta greška se sastojala u potrebi motora Junkers Jumo 004 da prođe određeno vrijeme prije nego što on dostigne radnu snagu. Zahvaljujući toj činjenici cijeli saveznički napor protiv Me 262 se sastojao u pokušajima da ga se napadne kratko vrijeme nakon poletanja ili kada se spušta pošto je tada on također praktički nesposoban za borbu.

## Nakon rata
Iako je tijekom rata proizvedeno oko 1.400 Me 262 njih samo 200 je upotrijebljeno u borbi zbog pomanjkanja motora Junkers Jumo-004, goriva ili uvježbanih pilota. Kada je Treći Reich kapitulirao 1945. godine sve pobjedničke trupe su počele putovati po Njemačkoj i Češkoj kako bi zaplijenile što veći broj ovih aviona. Na potom izvršenim testovima u SAD tamošnji stručnjaci su zaključili kako je Me 262 puno bolji od britanskog mlaznog aviona po imenu Meteor ili američkog P-80 Shooting Star koji će tek biti upotrijebljeni u Korejskom ratu. Povodeći se kao dizajnerskom osnovom ovim avionom SAD će napraviti F-86 Sabre 1947. godine, dok će Sovjetski Savez izgraditi kratkotrajni Su-9 kojega će navodno Staljin odbaciti pošto je to ništa drugo do kopija Me 262. Također na temelju dobavljenih nacrta i Japanski proizvođač Nakajami je napravio svoju inačicu po imenu Kikka koji će svoj jedini let obaviti kratko vrijeme prije završetka Drugog svjetskog rata.
Čehoslovačka je u tvornici Avia, koja je za vrijeme njemačke okupacije pripremana za proizvodnju Me 262 počela proizvoditi mlazni avion Avia S-92, koji se nije ničim razlikovao od Me 262.  Prototip S-92 je poletio je 27. kolovoza 1946. godine, a već do kraja 1946. godine je proizvedeno ukupno dvanaest zrakoplova. Čehoslovački inženjeri su uspjeli poboljšati motor Jumo M-04, koji je sada umjesto 30 sati rada moga izdržati - još uvijek nedovoljnih - oko 60 sati; nakon toga se moglo remontom do stanovite mjere obnoviti motor, uvijek uz manji broj očekivanih sati rada; tako je mogao motor izdržati najviše do 300 sati rada prije nego bude konačno otpisan.  Nakon što je već 1949. godine započela licencnu proizvodnju mlaznog Jak-23, a od 1955. i tada najsuvremenijeg MiG-15, Čehoslovačka 1957. godine donosi odluku da odustane od daljnjeg korištenja Me 262, što predstavlja i kraj njegovog korištenja uopće.

## Tehničke karakteristike (Messerschmitt Me 262 A-1a)
Osnovne karakteristike
- posada: 1
- dužina: 10,60 m
- raspon krila: 12,60 m
- površina krila: 21,7 m2
- visina: 3,50 m

Letne karakteristike
- najveća brzina: 900 km/h
- dolet: 1.050 km
- brzina penjanja: 1.200 m/min
- najveća visina leta: 11.450 m
- motor: 2× Junkers Jumo 004 B-1 turbomlazna motora